# Hoplophorella remigera
Hoplophorella remigera är en kvalsterart som först beskrevs av Berlese 1923.  Hoplophorella remigera ingår i släktet Hoplophorella och familjen Phthiracaridae. Inga underarter finns listade i Catalogue of Life.